# Cristóbal Sahurie
Cristóbal Sahurie (* 10. Januar 2006) ist ein chilenischer Leichtathlet, der sich auf den Hochsprung spezialisiert hat.

## Sportliche Laufbahn
Erste internationale Erfahrungen sammelte Cristóbal Sahurie im Jahr 2021, als er bei den U18-Südamerikameisterschaften in Encarnación mit übersprungenen 2,04 m die Goldmedaille gewann. Im Jahr darauf siegte er mit 1,96 m bei den Südamerikanischen Jugendspielen in Rosario, ehe er bei den U18-Südamerikameisterschaften in São Paulo mit 1,90 m den vierten Platz belegte. 2023 siegte er mit 2,10 m bei den U20-Südamerikameisterschaften in Bogotá und im Jahr darauf brachte er bei den U20-Südamerikameisterschaften in Lima keine Höhe zustande. Anschließend schied er bei den U20-Weltmeisterschaften ebendort mit 2,00 m in der Qualifikationsrunde aus. 2025 belegte er dann bei den Südamerikameisterschaften in Mar del Plata mit 2,00 m den sechsten Platz.
2025 wurde Sahurie chilenischer Meister im Hochsprung. 